# Évangéliaire de Fulda
L'évangéliaire de Fulda (ou de Wurtzbourg) est un manuscrit enluminé de l'époque carolingienne. Il a été réalisé au scriptorium de l'abbaye de Fulda et est daté du début du deuxième tiers du IXe siècle. L'évangéliaire est conservé aujourd'hui à la bibliothèque (de) de l'Université de Wurtzbourg.

## Historique
Le manuscrit a été réalisé à l'époque de l'abbé Raban Maur, élève d'Alcuin à Tours et artisan de la Renaissance carolingienne. Le style de l'école de peinture de l'abbaye de Fulda est inspirée de celui de l'école de la cour de Charlemagne.

## Description
Le manuscrit est décoré de lettrines ornées, ainsi que d'encadrements pour les 16 pages de canons de concordances. Il contient quatre grandes miniatures, qui représentent le portrait des quatre évangélistes :
- 24v. : Matthieu.
- 73v. : Marc
- 105v. : Luc
- 164v. : Jean